# Perieni, Iași
Perieni este un sat în comuna Probota din județul Iași, Moldova, România. Se află în partea de est a județului, în Câmpia Moldovei.

Biserica ortodoxă din satul Perieni, Iași.

Crucea comemorativă a eroilor locali din cele două războaie mondiale, aflată în curtea bisericii din satul Perieni, Iași.

## Obiective turistice
- Biserica ortodoxă din Perieni - construită în anul 1920
- Crucea comemorativă a eroilor locali din cele două războaie mondiale - aflată în curtea bisericii din satul Perieni